# Триптих

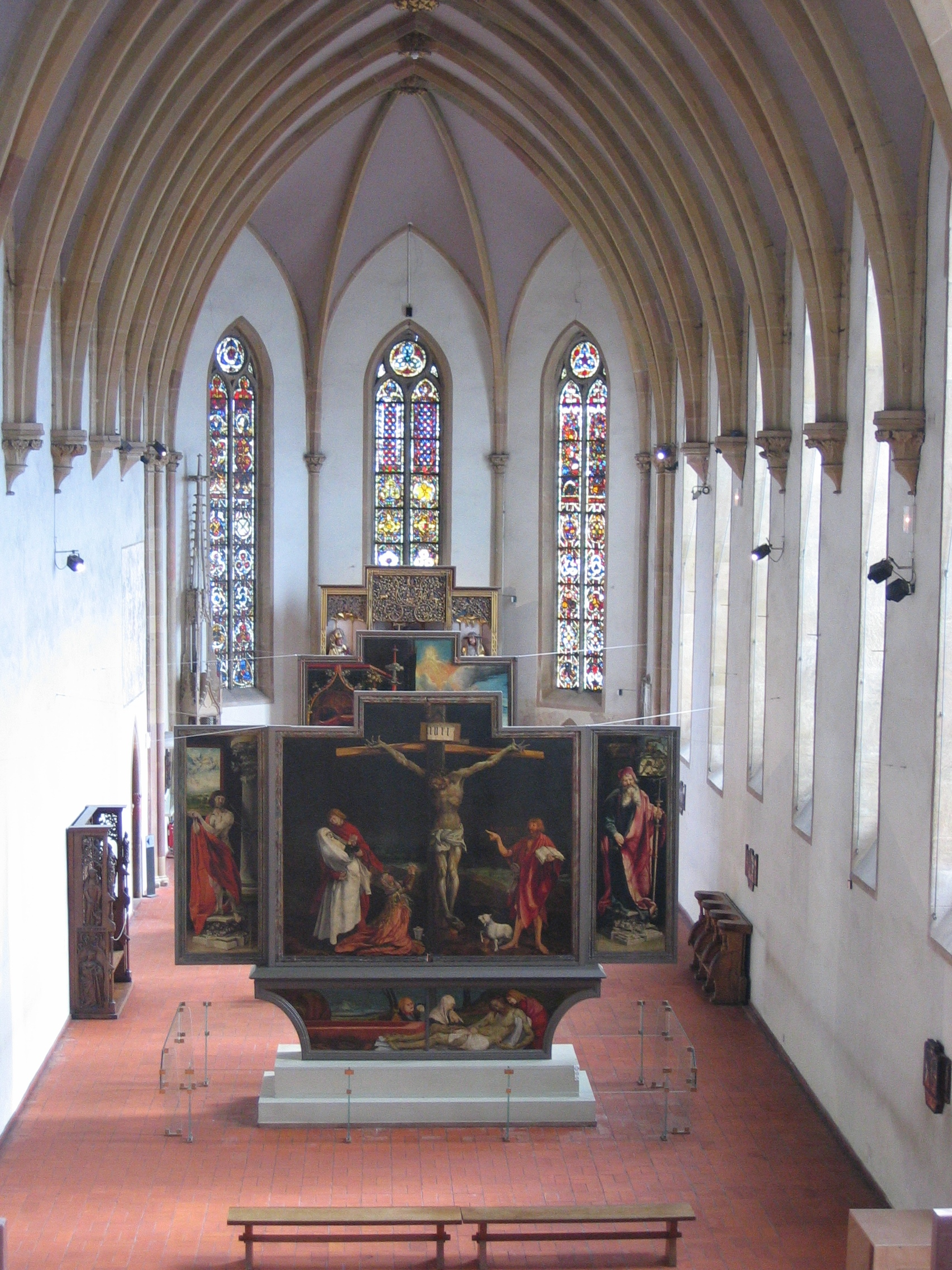
Изенгеймский алтарь Грюневальда

Три́птих (от др.-греч. τρί-πτυχος «состоящий из трёх дощечек» ← τριάς «три» + πτῠχή «табличка, дощечка») — произведение искусства, состоящее из трёх частей: барельефов, картин, икон (складень), статуй и других, объединённых общей идеей. Работа разделяется на три секции или три резные панели, которые размещаются рядом. Триптих является разновидностью полиптиха — работы, состоящей из нескольких, иногда многочисленных, панелей или картин. Средняя работа, как правило, наибольшая, а по бокам располагаются две меньшие относящиеся к ней работы, хотя составляющие триптих работы обычно бывают одного размера.
Термин «триптих», несмотря на то, что корень слова происходит от др.-греч. τρί-πτυχος, возник в Средние века от древнеримского triptychos — названия таблички для письма, которая имела две навесные панельки, примыкающие к центральной. Слово также могло использоваться для обозначения ювелирной подвески.

## Эволюция

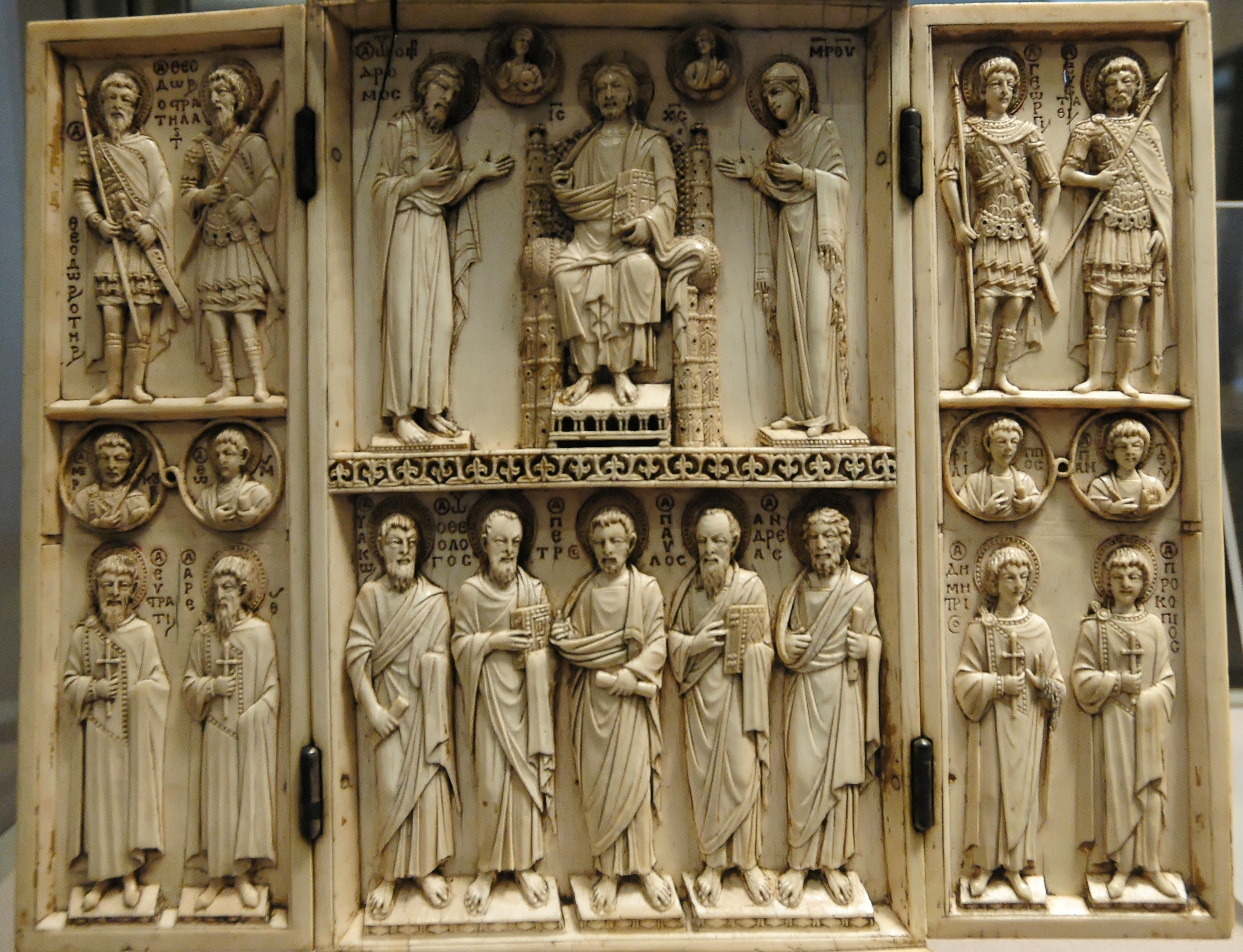
Триптих Арбавиля (Византия, X век)

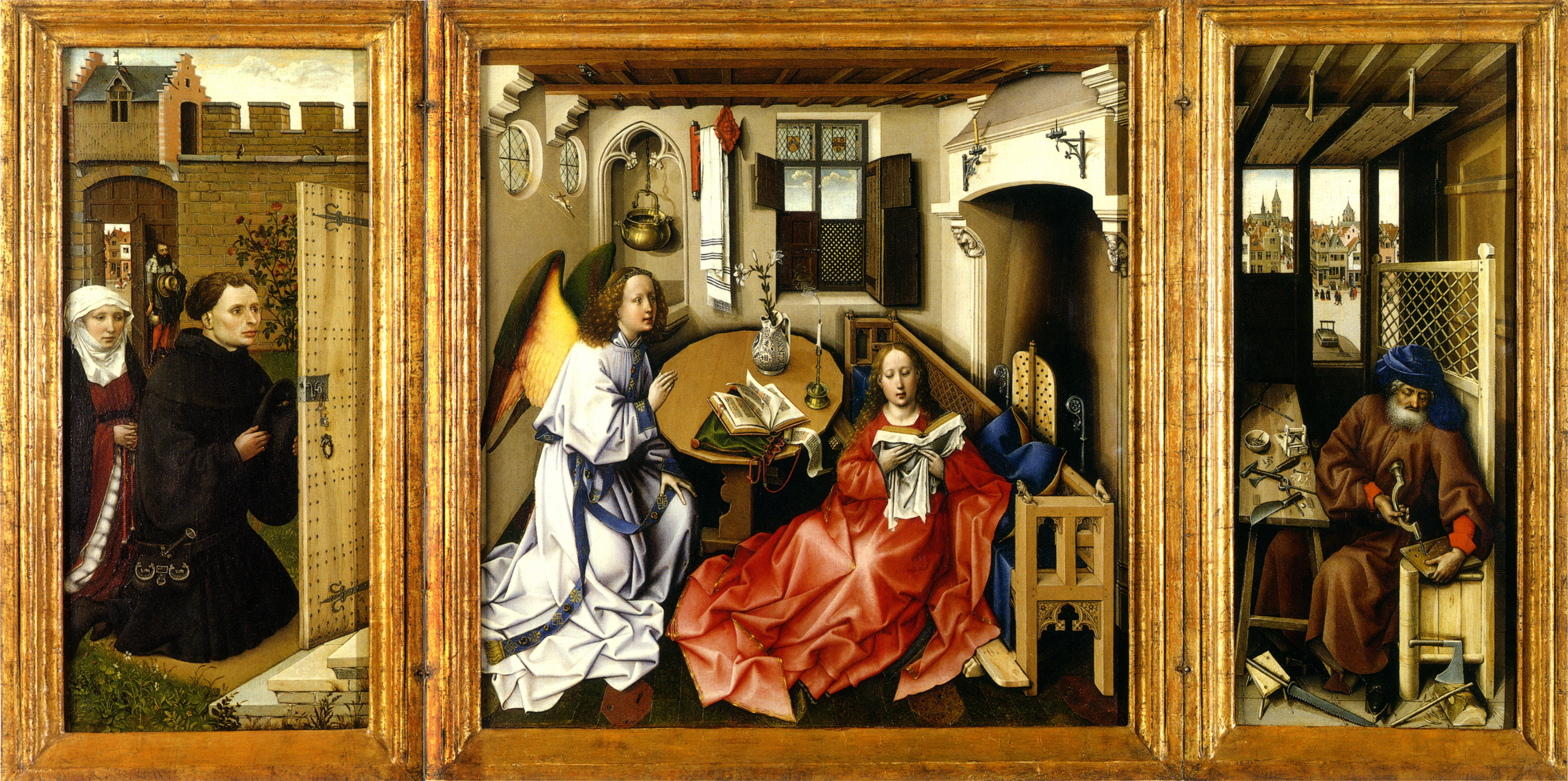
Флемальский мастер. Алтарь Мероде (ок. 1427)

Форма триптиха пришла из раннего христианского искусства и в Средние века была популярным форматом для создания картин, размещаемых у алтаря. Географическая распространённость охватывала пространство от восточных византийских храмов до Британии на западе. Художники и скульпторы Ренессанса, такие как Ханс Мемлинг («Страшный суд» из Гданьска) и Иероним Босх, тоже использовали эту форму искусства; кроме того, этот термин употребляется в отношении малых литературных форм, в первую очередь стихов.
Начиная с готического периода и далее как в Европе, так и в других странах стены вокруг алтарей в церквях и соборах часто оформлялись триптихами. В Соборе Антверпенской Богоматери находятся два образца работы Рубенса, а в Соборе Парижской Богоматери есть другой образец архитектурного триптиха. Структура триптиха традиционна для церковных витражей.

## Настоящее
Ныне триптих является востребованным вариантом разбиения модульных картин — нестандартных элементов настенного декора.

## Примеры
Хотя наиболее известен вид триптиха рядом с алтарём, не относящиеся к этой категории известные работы включают в себя произведения:
- Благовещение и двое святых (Симоне Мартини)
- Сад земных наслаждений (Иероним Босх)
- Алтарь Портинари (Хуго ван дер Гус)
- Воздвижение Креста (Питер Пауль Рубенс)
- Портретные и автопортретные триптихи Фрэнсиса Бэкона, в частности Три наброска к портрету Люсьена Фрейда